# Paškal Buconjić
Paškal Buconjić (ur. 2 kwietnia 1834 w Drinovci, zm. 10 listopada 1910 w Mostarze) – bośniacki duchowny katolicki, wikariusz apostolski, a następnie biskup ordynariusz mostarsko-duvnijski od 1880 roku.

## Życiorys
Urodził się w 1834 roku w Drinovci koło Grude w południowo-zachodniej części Bośni i Hercegowiny. W wieku 17 lat wstąpił do zakonu franciszkanów w 1851 roku. Studiował teologię w Rzymie na Papieskim Uniwersytecie Antonianum, gdzie kolejno przeszedł wszystkie stopnie kariery naukowej do tytuł profesora włącznie. Po powrocie do Bośni został proboszczem w rodzinnej Drinovci, a w 1874 roku prowincjałem zakonnym.
28 lutego 1880 roku papież Leon XIII mianował go wikariuszem apostolskim Hercegowiny oraz biskupem tytularnym Magydus. Jego konsekracja biskupia miała miejsce 19 marca tego samego roku. Po przekształceniu wikariatu apostolskiego Hercegowiny w pełnoprawną diecezję mostarsko-duvnijską został prekonizowany 9 października 1881 roku na jej pierwszego ordynariusza. Oficjalne rządy w biskupstwie objął 18 listopada tego roku. Zmarł w 1910 roku w Mostarze w wieku 76 lat.